# 박지근
박지근(朴智根, 일본식 이름: 松山淸마쓰야마 기요, 1890년 10월 14일 ~ 1962년 6월 26일)은 일제강점기의 기업인으로 조선총독부 중추원 참의도 지냈다.

## 생애
전라북도 익산군 출신으로 일제 강점기 초기에 잠시 관리로 일했다. 1912년에 조선총독부 임시토지조사국 기수로 근무하다가 1916년에는 고향 익산으로 전근했고, 이듬해 퇴직한 뒤 실업인으로 활동했다.
1933년에 전라북도 도회의원으로 추대되었고, 전북축산회사 지배인, 소득세 조사위원, 소작조사위원, 면협의회원, 군농회 의원, 금융조합 감사 등 지역 유지들이 맡는 여러 직책을 역임했다. 실업인으로서는 양조장을 운영하면서 양조업과 채석업 분야에서 활동했다.
1935년 총독부가 편찬한 《조선공로자명감》에 조선인 공로자 353명 중 한 명으로 수록되어 있다. 이 책자에는 박지근의 직업이 양조업으로 기록되어 있으며, "재빠른 일처리와 위엄 있는 응접", "비범한 머리"를 갖춘 인물로 평가하고 "실업을 천대하는 지방의 악습을 타파"했다고 적혀 있다.
일제 강점기 말기에는 조선임전보국단에 가담 하였고, 중추원 참의로도 발탁되었다.

## 사후
2002년 발표된 친일파 708인 명단과 2008년 공개된 민족문제연구소의 친일인명사전 수록예정자 명단의 중추원 부문에 모두 포함되었으며 2009년 친일반민족행위진상규명위원회가 발표한 친일반민족행위 705인 명단에도 포함되었다.
2남 5녀 중 막내딸이 성악가이자 서울대학교 음대 교수 박노경이다. 박지근이 운영하던 황등주조장은 장남이 물려받아 경영하다가 1960년대 후반에 이종화에게 넘어갔다.

## 같이 보기
- 조선총독부 중추원
- 조선임전보국단

## 참고자료
- 박지근(朴智根) - 국사편찬위원회